# Richard Blanco (poeta)
Richard Blanco (n. Madrid; 15 de febrero de 1968) es un poeta, orador, autor e ingeniero civil estadounidense. Ha sido el quinto poeta que ha leído una de sus obras en la segunda investidura del presidente Barack Obama. Fue el primer inmigrante, el primer latino, la primera persona abiertamente gay y, en su día, la más joven en ser el poeta en la investidura de un presidente de los Estados Unidos.

## Biografía
Blanco nació en Madrid el 15 de febrero de 1968 y emigró con su familia, exiliados cubanos, a Miami, donde creció y se educó. En la Universidad Internacional de Florida consiguió su bachiller en Ingeniería civil en 1991 y su máster en Bellas Artes en Escritura creativa en 1997, donde estudió con Campbell McGrath. Visitó Cuba una vez como adolescente.

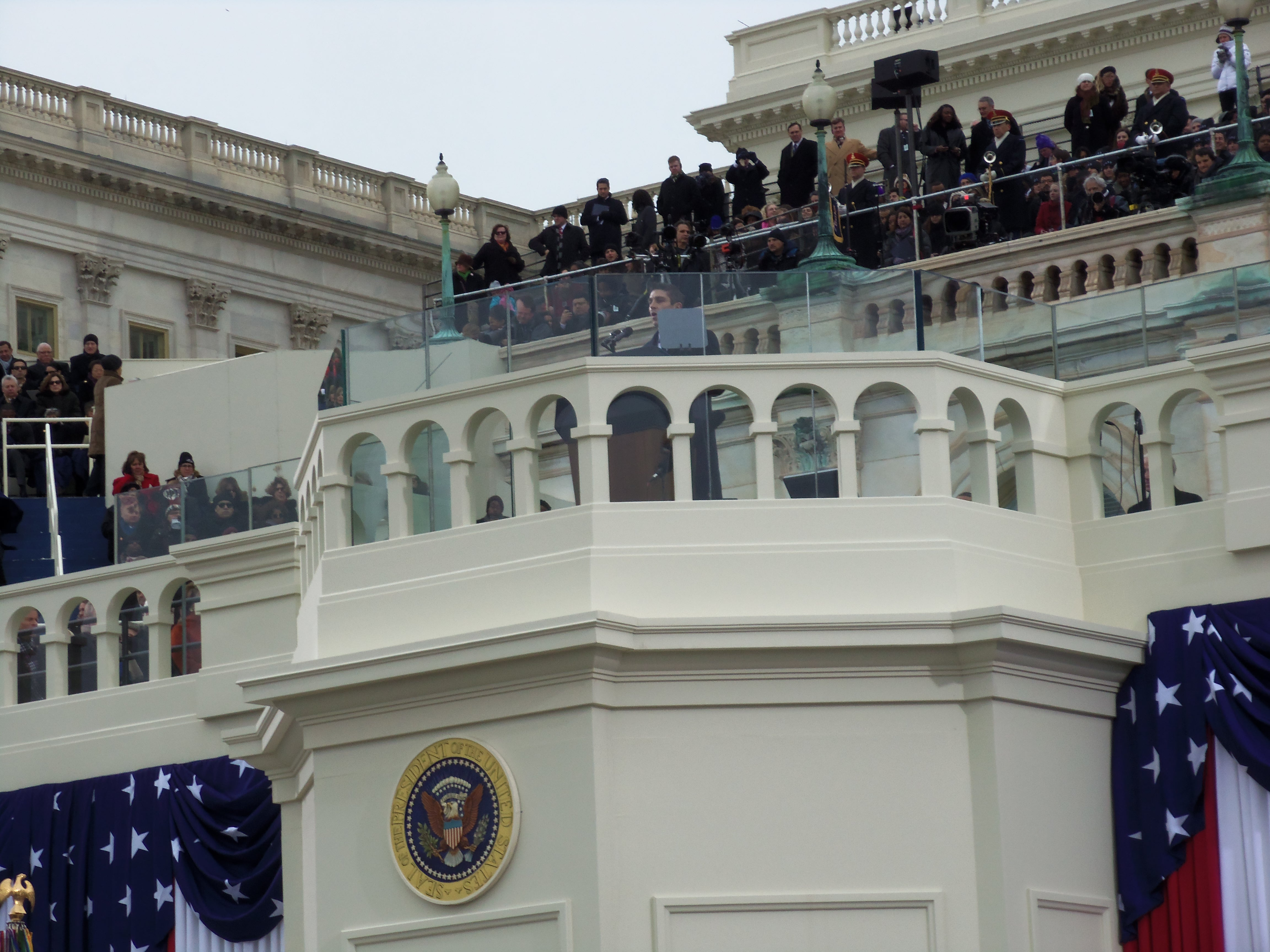
Blanco leyendo su poema «Un hoy» (en inglés One Today) en la segunda investidura presidencial del presidente Barack Obama en 2013.

Desde 1999 ha viajado y vivido en Guatemala y Brasil. Ha enseñado en la Universidad de Georgetown, la Universidad Americana, la Universidad Estatal de Connecticut Central y el Writer's Center.
Exploró su herencia cubana en sus primeras obras y su papel como hombre gay en la cultura cubanoestadounidense en Looking for the Gulf Motel (2012; «Buscando el Motel Golfo»). Lo explicó de la siguiente forma:

It's trying to understand how I fit between negotiating the world, between being mainstream gay and being Cuban gay.
Es tratar de entender cómo encajo entre moverme en el mundo, ser un gay normal y ser un gay cubano.

Según la revista Time, Blanco «considera la cohorte más conservadora y extremista de la generación de sus padres [...] con escepticismo.» El escritor John Dolan ha criticado su estilo, calificando su obra de «pura poesía identitaria, falta de un sólo pensamiento extraviado o de un giro original.»
Su obra ha sido editada en The Nation, Ploughshares, Indiana Review, Michigan Quarterly Review, TriQuarterly Review, New England Review y Americas Review. Blanco forma parte del proyecto en línea Letras Latinas, un archivo de historia oral.
El 8 de enero de 2013 fue nombrado «poeta inaugural» para la segunda investidura Barack Obama, el primer inmigrante, el primer latino, la primera persona abiertamente gay y el más joven poeta en leer su obra en la investidura de un presidente de los Estados Unidos. Se le pidió que compusiese tres poemas entre los que los funcionarios encargados de la investidura elegirían uno. Tras leer sus poemas, Blanco comentó a su madre: «Bueno, mamá, creo que finalmente somos americanos.» El poema que leyó, «Un hoy» (en inglés One today) ha sido descrito como «un poema humilde, modesto, uno presentado a una audiencia nacional como un regalo de camaradería y en el contexto de la cultura política, pop y de los medios de comunicación, una tranquila afirmación de que la poesía merece un lugar en nuestros pensamientos en este día concreto y todos los días». Otros lo caracterizaron como una «rara ruptura con la formalidad de la ceremonia que trajo la tarde» y la valoraron como «En conjunto, el poema tiene éxito, el arte con la intención de orientar, de reafirmar la identidad colectiva en un momento de tragedia reciente. Es una pieza optimista, cuidadosa, que pretende animar, un bálsamo.» Blanco tenía previst publicar los tres poemas que compuso para el evento, lo que llevó a cabo con la publicación de For All of Us, One Today («Para todos nosotros. Un hoy») el 19 de noviembre de 2013, donde también relata su experiencia creando los poemas encargados. Incluye las versiones en inglés y español de «Un hoy», junto con los poemas «Mother Country» («Madre patria») y «What We Know of Country» («Lo que sabemos de country»).
En mayo de 2013, Blancó escribió y leyó un poema para el Boston Strong Benefit Concert. Un panfleto con el poema fue publicado. Los beneficios de la venta del panfleto fueron para la organización One Fund, que ayuda a las víctimas del atentado de la maratón de Boston.. Además, ha escrito y leído ocasionalmente poemas para organizaciones como Freedom to Marry, los premios Tech de Silicon Valley y los premios Fragrance en el Lincoln Center.
Vive en Bethel (Maine) con su pareja. En su poema «Queer Theory, According to My Grandmother» («Teoría queer según mi abuela»), describe como su abuela le advirtió de niño: «Por Dios, nunca mees sentado [...]/ Te he visto» y «No te quedes mirando a El hombre nuclear. / Te he visto.» y «Nunca bailes solo en tu habitación.» Cuando se le preguntó el 7 de mayo de 2012, en una entrevista con La Bloga, si se consideraba un escritor cubano o simplemente un escritor, Blanco respondió: «Soy un escritor que casualmente es cubano, pero me reservo el derecho a escribir sobre cualquier cosa que quiera, no sólo sobre mi identidad cultural. Estética y políticamente, no me alineo exclusivamente con un grupo en particular —latino, cubano, gay o "blanco"— sino que acepto a todos. Buena escritura es buena escritura. Me gusta lo que me gusta.»

## Premios y honores
- 1997: Premio de poesía Agnes Lynch Starrett
- 1997: Beca del Art Council de Miami Beach
- 1999: Beca Individual Artist de Florida
- 2000: Beca John Ciardi de la Bread Loaf Writers' Conference
- 2002: Beca Ronald D. Bayes Writer-in-Residence del St. Andrews College
- 2003: Beca residente del Virginia Center for the Creative Arts
- 2006: Beca Individual Artist de Florida
- 2006: Premio PEN Open Book (anteriormente conocido como premio Beyond Margins) por Directions to the Beach of the Dead[21]
- 2007: Beca Artist de Florida[22]
- 2013: Premio Thom Gunn de poesía gay por Looking for the Gulf Motel
- 2013: Premio Literario de Maine de poesía por Looking for the Gulf Motel
- 2013: Beca visitante Woodrow Wilson
- 2013: «Poeta inaugural» de los Estados Unidos
- 2013: Premio de poesía Paterson
- 2013: doctor honoris causa por el Macalester College
- 2014: Doctor honoris causa por el Colby College
- 2014: Doctor honoris causa por la Universidad de Rhode Island

## Obra
- City of a Hundred Fires. University of Pittsburgh Press. 1998. ISBN 978-0-8229-5683-9.
- «Last Lines; Mother Picking Produce; What Las Palmas Mean:; Last Night in Havana; Tia Olivia Serves Wallace Stevens a Cuban Egg». Beltway Poetry Quarterly 5 (1). Winter 2004.
- Nowhere But Here. Hill-Stead Museum. 2004. ISBN 978-0-9744245-1-4.
- Directions to the Beach of the Dead. University of Arizona Press. 2005. ISBN 978-0-8165-2479-2.
- Looking for the Gulf Motel. University of Pittsburgh Press. 2012. ISBN 978-0-8229-6201-4.
- One Today. University of Pittsburgh Press. 2013. ISBN 978-0-8229-6251-9.
- Boston Strong. University of Pittsburgh Press. 2013. ISBN 978-0-8229-6275-5.
- For All of Us, One Today. Beacon Press. 2013. ISBN 978-0-8070-3380-7.

## Antologías
- Michael Collier and Rita Dove, ed. (2000). The Best American Poetry 2000. University Press of New England. ISBN 978-0-74320-033-2. poetry anthology
- Michael Collier, ed. (1 de marzo de 2000). The Bread Loaf Anthology of New American Poets. Bread Loaf Writers' Conference/Middlebury. ISBN 978-0-87451-964-8. poetry anthology
- Gerald Costanzo and Jim Daniels, ed. (2000). American Poetry: The Next Generation. Carnegie Mellon. ISBN 978-0-88748-343-1. poetry anthology
- David Lehman, ed. (abril de 2003). Great American Prose Poems: From Poe to the Present. Scribner Book Company. ISBN 978-0-7432-4350-6. poetry anthology
- Legitimate Dangers: American Poets of the New Century. Sarabande Books. 2006. ISBN 978-1-93251-129-1. poetry anthology
- Michael Montlack, ed. (2009). Divining Divas: 100 Gay Men on Their Muses. University of Wisconsin Press. ISBN 978-0-299-23120-0., essay anthology
- Ilan Stavans, Edna Acosta-Belén, Harold Augenbraum, María Herrera-Sobek, Rolando Hinojosa, Gustavo Pérez Firmat, ed. (2011). Norton Anthology of Latino Literature. W. W. & Norton Company. ISBN 978-0-39397-532-1., poetry anthology
- Michael Montlack, ed. (2012). Divining Divas: 100 Gay Men on Their Muses. Lethe Press. ISBN 978-1-59021-383-4., poetry anthology
- Jim Elledge and David Groff, ed. (2012). Who's Yer Daddy. University of Wisconsin Press. ISBN 978-0-29928-940-9., essay anthology